# 長谷川国太郎
長谷川 国太郎（長谷川 國太郎、はせがわ くにたろう、1877年（明治10年）1月25日 - 1957年（昭和32年）3月9日）は、大日本帝国陸軍軍人。最終階級は陸軍少将。

## 経歴・人物
兵庫県加東郡小部野村、のちに社町野村（現在は加東市）の庄屋に生まれる。1899年（明治32年）陸軍士官学校第11期卒業。
1923年（大正12年）8月に陸軍歩兵大佐・函館連隊区司令官、1926年（大正15年）3月に歩兵第12連隊長を経て、1929年（昭和4年）8月に陸軍少将に昇進。
歩兵第7旅団長に補任する。
その後は、1931年（昭和6年）8月に第6師団司令部附を経て、1932年（昭和7年）8月8日に待命、同年8月30日に予備役に、1936年（昭和11年）4月1日に後備役に編入した。
1947年（昭和22年）11月28日、公職追放仮指定を受けた。

## 親族
- 長女 千代（二見秋三郎陸軍少将の妻）[4]
- 長男 寿雄（陸軍中佐）[4]

## 経歴
- 1940年（昭和15年）8月15日 - 紀元二千六百年祝典記念章[5]